# Campeonato de Europa de patinaje de velocidad en línea 2010
El Campeonato de Europa de patinaje de velocidad en línea de 2010 tuvo lugar del 29 de julio al 7 de agosto, disputándose en la localidad italiana de San Benedetto del Tronto. Fue la séptima ocasión en la que Italia organizó el campeonato continental, tras la edición de 1991, 1992, 1997, 2000, 2003 y 2006.
Los participantes más exitosos fueron Erika Zanetti en mujeres y Bart Swings en hombres, ambos con medallas de oro.

## Mujeres
| Distancia                   | Oro                                                                   | Plata                                                               | Bronce                                                              |
| Pista                       | Pista                                                                 | Pista                                                               | Pista                                                               |
| --------------------------- | --------------------------------------------------------------------- | ------------------------------------------------------------------- | ------------------------------------------------------------------- |
| 300 m Sprint Individual     | Erika Zanetti                                                         | Nicoletta Falcone                                                   | Desire Contenti                                                     |
| 500 m Sprint                | Erika Zanetti                                                         | Jana Gegner                                                         | Sabine Berg                                                         |
| 1.000 m Sprint              | Desire Contenti                                                       | Jana Gegner                                                         | Francesca Lollobrigida                                              |
| 10.000 m Puntos/Eliminación | Simona Di Eugenio                                                     | Mariska Huisman                                                     | Laura Lardani                                                       |
| 10.000 m Eliminación        | Laura Lardani                                                         | Simona Di Eugenio                                                   | Mariska Huisman                                                     |
| 3.000 m Relevos             | Alemania · Sabine Berg · Jana Gegner · Mareike Thum                   | Italia · Simona Di Eugenio · Erika Zanetti · Laura Lardani          | Países Bajos · Bianca Roosenboom · Manon Kamminga · Mariska Huisman |
| Ruta                        |                                                                       |                                                                     |                                                                     |
| 200 m Sprint Individual     | Erika Zanetti                                                         | Desire Contenti                                                     | Jana Gegner                                                         |
| 500m Sprint                 | Erika Zanetti                                                         | Jana Gegner                                                         | Desire Contenti                                                     |
| 10.000 m Puntos             | Simona Di Eugenio                                                     | Sabine Berg                                                         | Mareike Thum                                                        |
| 15.000 m Eliminación        | Sabine Berg                                                           | Elma De Vries                                                       | Mareike Thum                                                        |
| 5.000 m Relevos             | Italia · Arianna Arcidiacono · Francesca Lollobrigida · Erika Zanetti | Países Bajos · Manon Kamminga · Bianca Roosenboom · Mariska Huisman | Alemania · Sabine Berg · Jana Gegner · Tina Strüver                 |
| Larga distancia             |                                                                       |                                                                     |                                                                     |
| 42.195 m Marathon           | Sabine Berg                                                           | Laura Lardani                                                       | Elma De Vries                                                       |

## Hombres
| Distancia                   | Oro                                                         | Plata                                                         | Bronce                                                         |
| Pista                       | Pista                                                       | Pista                                                         | Pista                                                          |
| --------------------------- | ----------------------------------------------------------- | ------------------------------------------------------------- | -------------------------------------------------------------- |
| 300 m Sprint Individual     | Nicolas Pelloquin                                           | Andrea Peruzzo                                                | Ioseba Fernández                                               |
| 500 m Sprint                | Claudio Naselli                                             | Andrea Peruzzo                                                | Gwendal Le Pivert                                              |
| 1.000 m Sprint              | Bart Swings                                                 | Claudio Naselli                                               | Patxi Peula                                                    |
| 10.000 m Puntos/Eliminación | Bart Swings                                                 | Matteo Amabili                                                | Patxi Peula                                                    |
| 15.000 m Eliminación        | Fabio Francolini                                            | Matteo Amabili                                                | Davide Amabili                                                 |
| 3.000 m Relevos             | Francia Ewen Fernandez Thomas Boucher Nicolas Pelloquin     | Bélgica · Ferre Spruyt · Bart Swings · Maarten Swings         | Italia · Davide Amabili · Andrea Peruzzo · Fabio Francolini    |
| Ruta                        |                                                             |                                                               |                                                                |
| 200 m Sprint Individual     | Matthias Schwierz                                           | Ronald Mulder                                                 | Ioseba Fernández                                               |
| 500m Sprint                 | Ronald Mulder                                               | Michel Mulder                                                 | Matthias Schwierz                                              |
| 10.000 m Puntos             | Bart Swings                                                 | Crispijn Ariens                                               | Ewen Fernandez                                                 |
| 20.000 m Eliminación        | Bart Swings                                                 | Brian Lepine                                                  | Fabio Francolini                                               |
| 5.000 m Relevos             | Bélgica · Bart Swings · Maarten Swings · Jore von den Bergh | Francia Nicolas Pelloquin Julien Sourisseau Gwendal Le Pivert | Italia · Claudio Nasseli · Andrea Angeletti · Fabio Francolini |
| Larga distancia             |                                                             |                                                               |                                                                |
| 42.195 m Marathon           | Ingmaar Berga                                               | Bart Swings                                                   | Julien Sourisseau                                              |

## Medallero
| Pos. | País         | Oro | Plata | Bronce | Total |
| ---- | ------------ | --- | ----- | ------ | ----- |
| 1.   | Italia       | 11  | 10    | 8      | 29    |
| 2.   | Bélgica      | 5   | 2     | 0      | 7     |
| 3.   | Alemania     | 4   | 4     | 6      | 14    |
| 4.   | Países Bajos | 2   | 6     | 3      | 11    |
| 5.   | Francia      | 2   | 2     | 3      | 7     |
| 6.   | España       | 0   | 0     | 4      | 4     |